# Taux de change nominal
Cet article court présente un sujet plus développé dans : Parité de pouvoir d'achat.
En économie, le taux de change nominal est le taux de change entre deux devises mesuré sans prendre en compte les différences de pouvoir d'achat des deux devises respectives.